# Richard Laurence Millington Synge
Richard Laurence Millington Synge (Liverpool, 28.10.1914 - Norwich, 18.8.1994) là nhà hóa sinh người Anh, đã cùng đoạt Giải Nobel Hóa học 1952 chung với Archer John Porter Martin về việc phát minh sắc ký phân chia.

## Sự nghiệp
Ông tốt nghiệp các trường Winchester College và Trinity College, Cambridge. Sự nghiệp của ông dành trọn cho nghiên cứu, ở những nơi như "Hiệp hội nghiên cứu công nghiệp len" (Wool Industries Research Association) tại Leeds (1941–1943), "Viện Y khoa phòng ngừa Lister" (Lister Institute for Preventive Medicine) ở London (1943–1948), Viện nghiên cứu Rowett ở Aberdeen (1948–1967), và Viện nghiên cứu thực phẩm ở Norwich (1967–1976).
Chính trong thời gian làm việc ở Leeds, ông và Archer John Porter Martin đã phát triển sắc ký phân chia, một kỹ thuật được sử dụng trong việc tách phân các hỗn hợp hóa chất tương tự, đã cách mạng hóa môn hóa học phân tích. Từ năm 1942 tới 1948 ông nghiên cứu peptide của nhóm protein gramicidin; công trình này sau được Frederick Sanger sử dụng trong việc xác định cấu trúc của insulin. Tháng 3 năm 1950 ông được bầu vào Royal Society trong đó thành tích của ông được trích dẫn trong đơn ứng cử như sau: "Một nhà hóa sinh xuất sắc. Là người đầu tiên chỉ ra khả năng có thể sử dụng chất lỏng ngược dòng ở việc chiết chất lỏng trong sự tách các axít N-acetylamino. Việc công tác với Archer John Porter Martin đã dẫn tới việc phát triển sắc ký phân chia, mà họ đã áp dụng thành công đáng chú ý trong các vấn đề liên quan tới thành phần và cấu trúc của các protein, đặc biệt là keratin len. Việc nghiên cứu mới đây của Synge về thành phần và cấu trúc của các gramicidin là xuất sắc và minh họa một cách sinh động những tiến bộ lớn lao trong kỹ thuật mà ông và Martin có trách nhiệm".
Ông đã làm thủ quỹ của Nhóm thông tin hóa học (Chemical Information Group) thuộc "Hội hóa học hoàng gia" (Royal Society of Chemistry) trong nhiều năm, và giữ chức giáo sư khoa Sinh học ở Đại học East Anglia từ năm 1968 tới năm 1984.

## Giải thưởng
- 1952 Giải Nobel Hóa học
- 1959 Huy chương John Price Wetherill